# Ржава (Большесолдатский район)
Ржава — деревня в Большесолдатском районе Курской области. Входит в Большесолдатский сельсовет.

## География
Деревня находится в бассейне реки Суджа, в 66 километрах к юго-западу от Курска, в 8 км к западу от районного центра и центра сельсовета — села Большое Солдатское.
Улицы
В деревне есть улица Никольская (95 домов).
Климат
Деревня, как и весь район, расположена в поясе умеренно континентального климата с тёплым летом и относительно тёплой зимой.

## Население
| 2002 | 2010 |
| ---- | ---- |
| 192  | ↘132 |

## Транспорт
Ржава находится в 6 км от автодороги регионального значения 38К-004 (Дьяконово — Суджа — граница с Украиной), на автодороге межмуниципального значения 38Н-027 (Большое Солдатское – 38К-004 – Ржава), в 13 км от ближайшего ж/д остановочного пункта Гродненский (линия Льгов I — Подкосылев).

## Достопримечательности
- Церковь святителя Николая Чудотворца (1899)[7]